# Властелин Морморы
Властелин Морморы — книга Макса Фрая, 2-я книга серии «Хроники Ехо».

## Аннотация
Вот вам история, рассказанная сэром Джуффином Халли. Самое удивительное в ней —- вовсе не волшебные обстоятельства, не колдовские заклинания, не интригующие подробности, а невероятное открытие: оказывается, господин Почтеннейший Начальник Тайного Сыска умеет ошибаться. Ну, по крайней мере, он умеет весьма убедительно рассказывать о своих ошибках. Ага, как же. Так мы ему и поверили.

## Тематика
В произведении затрагиваются вопросы власти и порочности, показано, до какого безумия может дойти человек в оправдании собственных поступков и устремлений. Кроме того, много внимания уделено рассмотрению природы реальности и человеческого восприятия. 

## Сюжет
По приглашению Макса на ужин в кофейню Франка пожаловал сам сэр Джуффин Халли. Плата за ужин обычная — правдивая история, которая прежде никому не рассказывалась.
В своём рассказе Джуффин обратился ко временам самого начала Эпохи Кодекса, когда неразбериха и беспорядок, порождённые почти столетней гражданской войной ещё не улеглись. Одним словом, работы тогдашнему Тайному Сыску хватало и составить ежегодный отчёт в Королевскую канцелярию было непросто.Надо ли говорить, как Джуффин мечтал отдохнуть. Его желание было столь велико, что он распорядился найти в отчётах какое-нибудь происшествие, любое, лишь бы требовалось его личное вмешательство и чтобы подальше от Ехо. Искомое немедленно нашлось в Вольном Городе Гажине. Точнее, происшествием стал годовой отчёт из филиала Тайного сыска в этом городе — более чем странный: в нём сообщалось, что в Гажине всё прекрасно и никаких происшествий за год не случилось, что противоречило более ранниим сообщениям. 
Джуффин отправился разбираться, и, по мере развития событий, ему становилось всё яснее, что пахнет тут не отдыхом, а серьёзным расследованием — загадочное поведение начальника гажинского Тайного Сыска, зачарованные градоначальники, невообразимые ночные кошмары жителей и, главное, отрывочные известия о бывшем ученике Джуффина, давно отправленном в ссылку. Кроме того, по ходу дела Джуффин совершил несколько ошибок — частью по невнимательности, а частью из-за недооценки работы, проделанной противником. Но всё же, заручившись поддержкой союзников, в том числе довольно неожиданных, Джуффину удалось одержать верх — причём с помощью не могущественной магии, а хитроумного психологического трюка. В результате город избавился от владычества обезумевшего колдуна и приобрёл армию могучих и надёжных защитников.